# Flickering Flame: The Solo Years Volume 1
Flickering Flame: The Solo Years Volume 1 je výběrové album britského zpěváka a baskytaristy Rogera Waterse, který je známý jako člen skupiny Pink Floyd. Album bylo vydáno v dubnu 2002.
Flickering Flame je první a dosud také jediným kompilačním albem Roger Waterse. Obsahuje skladby ze všech jeho sólových desek, dále písně z koncertního alba In the Flesh a soundtracků, které Waters nahrál v 80. a 90. letech. Kromě toto se zde nachází také coververze skladby „Knockin' on Heaven's Door“ od Boba Dylana z filmu The Dybbuk of The Holy Apple Field (1998), demo nové písně „Flickering Flame“ a demo skladby „Lost Boys Calling“, jejíž hotová verze byla v roce 1998 použita ve filmu Legenda o "1900" a o rok později vyšla na soundtracku The Legend of 1900.
Album vyšlo nejdříve v Austrálii, poté v Japonsku a v Evropě; v USA nebylo prodáváno. 31. prosince 2002 bylo odstraněno z katalogu vydavatelství, neboť bylo od počátku zamýšleno jako sběratelská rarita. Celosvětová reedice alba byla vydána 30. května 2011, prodávat se má ale pouze 12 měsíců.

## Seznam skladeb
Všechny skladby napsal(i) Roger Waters, pokud není uvedeno jinak. 
| Strana 1       | Strana 1                             | Strana 1          | Strana 1                                       | Strana 1 |
| Pořadí         | Název                                | Autor             | Původní album                                  | Délka    |
| -------------- | ------------------------------------ | ----------------- | ---------------------------------------------- | -------- |
| 1.             | Knockin' on Heaven's Door            | Dylan             | film The Dybbuk of The Holy Apple Field (1998) | 4:06     |
| 2.             | Too Much Rope                        |                   | Amused to Death (1992)                         | 5:12     |
| 3.             | The Tide Is Turning (After Live Aid) |                   | Radio K.A.O.S. (1987)                          | 5:24     |
| 4.             | Perfect Sense, Part 1 & 2 (live)     |                   | In the Flesh (2000)                            | 7:22     |
| 5.             | Three Wishes                         |                   | Amused to Death (1992)                         | 6:49     |
| 6.             | 5.06 AM (Every Stranger's Eyes)      |                   | The Pros and Cons of Hitch Hiking (1984)       | 4:47     |
| 7.             | Who Needs Information                |                   | Radio K.A.O.S. (1987)                          | 5:55     |
| 8.             | Each Small Candle (live)             |                   | In the Flesh (2000)                            | 7:22     |
| 9.             | Flickering Flame [new demo]          |                   | —                                              | 6:45     |
| 10.            | Towers of Faith                      |                   | When the Wind Blows (1986)                     | 6:52     |
| 11.            | Radio Waves                          |                   | Radio K.A.O.S. (1987)                          | 4:31     |
| 12.            | Lost Boys Calling [original demo]    | Morricone, Waters | The Legend of 1900 (1999)                      | 4:06     |
| Celková délka: | Celková délka:                       | Celková délka:    | Celková délka:                                 | 70:23    |